# There's One in Every Crowd
There's One in Every Crowd je třetí sólové studiové album anglického hudebníka Erica Claptona. Vydalo jej v březnu roku 1975 hudební vydavatelství RSO Records. Jeho producentem byl Tom Dowd a nahráno bylo od konce roku 1974 do počátku roku 1975. V žebříčku UK Albums Chart se album umístilo na patnácté příčce; v Billboard 200 na 21.

## Seznam skladeb
| Pořadí | Název                               | Autor                        | Délka |
| ------ | ----------------------------------- | ---------------------------- | ----- |
| 1.     | We've Been Told (Jesus Coming Soon) | Willie Johnson / tradicionál | 4:28  |
| 2.     | Swing Low, Sweet Chariot            | tradicionál                  | 3:33  |
| 3.     | Little Rachel                       | Jim Byfield                  | 4:06  |
| 4.     | Don't Blame Me                      | Eric Clapton, George Terry   | 3:35  |
| 5.     | The Sky Is Crying                   | Elmore James                 | 3:58  |
| 6.     | Singin' the Blues                   | Mary McCreary                | 3:26  |
| 7.     | Better Make It Through Today        | Clapton                      | 4:07  |
| 8.     | Pretty Blue Eyes                    | Clapton                      | 4:45  |
| 9.     | High                                | Clapton                      | 3:30  |
| 10.    | Opposites                           | Clapton                      | 4:52  |

## Obsazení
- Eric Clapton – zpěv, kytara, dobro
- George Terry – kytara, doprovodné vokály
- Jamie Oldaker – bicí, perkuse
- Dick Sims – varhany, klavír, elektrické piano
- Carl Radle – baskytara, kytara
- Yvonne Elliman – zpěv, doprovodné vokály
- Marcy Levy – doprovodné vokály